# Ignacio Maria de Álava y Sáenz de Navarrete
Ignacio Maria de Álava y Sáenz de Navarrete, né le 24 octobre 1750 à Vitoria en Pays Basque et mort le 26 mai 1817, est un officier de marine espagnol. Il participe à la guerre d'indépendance des États-Unis, dirige un tour du monde de 1795 à 1803 et prend part aux guerres de la Révolution et de l'Empire où il est présent à la bataille de Trafalgar sur le Santa Ana. Il finit commandant en chef de la Marine espagnole.

## Origines et début de carrière
Né dans une famille respectable de la province d'Alava, Ignacio de Álava étudie au séminaire de Vergara avant de s'orienter vers la Marine royale. Il sert comme garde-marine à la base de Cadix puis à des postes subalternes sur plusieurs vaisseaux et frégates et participe à des actions contre les Barbaresques. Le 24 janvier 1781, il est nommé comandant de la Rosa; frégate de 24 canons. Pendant la guerre d'indépendance des États-Unis, il prend part aux opérations conjointes franco-espagnoles dans la Manche puis au siège de Gibraltar où il est blessé en 1782 dans un combat contre la flotte britannique de Howe.
Lors du siège d'Oran, possession espagnole revendiquée par la régence d'Alger, il commande le vaisseau San Francisco de Paula, une des unités qui tentent de ravitailler la place assiégée : Oran doit cependant capituler en 1792.

## Guerre contre la France
Pendant la guerre franco-espagnole de 1793-1795, sous les ordres de l'amiral Juan de Lángara, Ignacio de Álava prend part à l'occupation de Toulon par les forces britanniques et espagnoles : à la tête de l'infanterie légère, il fait face à l'attaque d'une armée républicaine française de 45 000 hommes avec une artillerie commandée par le jeune Napoléon Bonaparte. Les Anglo-Espagnols doivent se rembarquer du 17 au 19 décembre 1793 en incendiant les navires de l'escadre française de Toulon.
Ignacio de Álava est nommé chef d'escadre le 25 janvier 1794. Il dirige plusieurs opérations sur les côtes de France et de Catalogne et convoie jusqu'à Livourne le duc Ferdinand de Parme.

## Tour du monde
Après la paix avec les Français, le 7 septembre 1795, Ignacio de Álava est nommé à la tête d'une escadre de 3 vaisseaux, les Europa (en), Montañés et San Pedro Apóstol, et 3 frégates destinée à faire le tour du monde. Il passe par le cap Horn, le port de Callao au Pérou, traverse l'océan Pacifique par les îles Mariannes et arrive aux Philippines, alors colonie espagnole. Il est le commandant du port de Cavite lors du raid britannique sur Manille en 1798. En 1799, il tente de capturer un convoi marchand britannique revenant de Canton devant Macao (en) ; Ignacio de Álava manœuvre adroitement dans des mers mal connues mais les deux escadres se manquent.
L'escadre espagnole repart de Manille le 7 janvier 1803, contourne le cap de Bonne-Espérance et arrive à Cadix le 15 mai 1803. Le commandant, qui a transféré son pavillon sur le Montañés, se voit décerner les insignes de lieutenant général obtenus à la promotion du 5 octobre 1802.

## Trafalgar
La guerre ayant repris entre l'Espagne et la Grande-Bretagne, Ignacio de Álava reçoit, le 15 février 1805, le commandement du vaisseau de trois ponts Santa Ana dans l'escadre de Federico de Gravina. Celle-ci sort de Cadix le 15 avril 1805 et participe à la campagne conjointe avec l'escadre française de Villeneuve mais doit rentrer à Cadix sans résultat, Napoléon ayant renoncé à débarquer en Angleterre. Le 20 octobre 1805, la flotte reçoit l'ordre de sortir de Cadix pour chercher le combat avec la flotte britannique de Nelson. Les deux forces se rencontrent le 21 octobre 1805 : Ignacio de Álava commande une avant-garde de 7 vaisseaux qui doit faire face à une attaque britannique transperçant sa ligne de bataille. Le Santa Ana est prise à partie par le Royal Sovereign de Collingwood. Le Santa Ana et le vaisseau français Fougueux sont bientôt encerclés par cinq vaisseaux britanniques. Au bout de cinq heures de dur combat, Ignacio Maria de Álava est gravement blessé, son capitaine de pavillon José Ramón de Gardoqui est tué, et le vaisseau doit se rendre. Deux jours plus tard, une violente tempête disperse la flotte britannique et les vaisseaux espagnols et français captifs, ce qui permet à ce qui reste de l'escadre de Cadix de faire une sortie et reprendre plusieurs vaisseaux perdus dont la Santa Ana.

## Guerre d'indépendance et dernières années
Ignacio de Álava, avec les autres prisonniers espagnols, est libéré par les Britanniques. Il est décoré de la grande croix de l'Ordre de Charles III d'Espagne. L'amiral Gravina étant mort de ses blessures, Álava lui succède comme commandant en chef de la marine royale avec son pavillon sur le vaisseau Príncipe de Asturias : il s'efforce d'entretenir ce qui reste de forces espagnoles bloquées dans Cadix. Le 27 février 1807, il est nommé à Madrid au conseil supérieur de l'Amirauté. En 1808, lors du soulèvement de l'Espagne, il va se mettre au service de la Junte de Séville. Le 26 février 1810, il est nommé commandant de l'escadre de La Havane où il arrive le 7 juillet 1810. Il accomplit plusieurs missions de réorganisation de la marine au Mexique, au Antilles, au Venezuela. Il revient à Cadix comme commandant de la base le 5 février 1812.
Après le retour de Ferdinand VII, Álava est nommé au conseil suprême de l'amirauté le 11 août 1814, sous la présidence nominale de l'infant Antoine, frère du roi, puis commandant en chef de la marine le 24 février 1817. Il meurt à Chiclana de la Frontera, près de Cadix, le 26 mai de la même année.

## Honneurs
Grande croix de l'ordre de Charles III, profès de l'ordre de Santiago, décoré de l'ordre de Saint-Ferdinand et du mérite, de l'ordre de Saint-Herménégilde, ses restes reposent au Panthéon des marins illustres à San Fernando, près de Cadix.